# Colima (wulkan)
Colimaⓘ – kompleks składający się z dwóch szczytów wulkanicznych w Kordylierze Wulkanicznej w zachodnim Meksyku.
Wyższy i starszy z nich Nevado de Colima ma wysokość 4330 m n.p.m. i jest nieczynny.
Młodszy ze szczytów Volcán de Colima ma wysokość 3860 m n.p.m. i jest obecnie bardzo aktywnym wulkanem.
Ostatnią znaczącą erupcję odnotowano 18 stycznia 2017.